# Ousseynou Dione
El Hadji Ousseyoune Dione-Mazobuga, genannt Ousseynou Dione oder El Hadji Dione, (* 25. März 1973) ist ein ehemaliger senegalesischer Fußballspieler, der auch die deutsche Staatsangehörigkeit besitzt.

## Karriere
Pap, so der Spitzname des ehemaligen U 17-Nationalspielers aus dem Senegal, begann seine Karriere in Deutschland beim 1. FC Union Solingen in der Oberliga Nordrhein. Davor spielte er in seiner Heimat für Makala Watouyoula und in Frankreich für US Rail Thiès. Für den Wuppertaler SV spielte er 1997/98 in der Regionalliga West, bevor er wieder in die Oberliga Nordrhein zurückkehrte und zum 1. FC Bocholt wechselte. Ein Jahr später zog es Ousseynou Dione zum Zweitligisten Hannover 96, wo er in der folgenden Spielzeit jedoch hauptsächlich in der Amateurmannschaft zum Einsatz kam. Der Innenverteidiger absolvierte in seiner Karriere insgesamt 20 Spiele in der 2. Bundesliga und erzielte dabei zwei Tore, beide in der Saison 2003/04 für den SSV Jahn Regensburg, zu dem in der gleichen Saison gewechselt war. Davor spielte er für die Sportfreunde Siegen in der Regionalliga Süd und Wacker Burghausen in der 2. Bundesliga. Nach dem Abstieg des Jahn blieb er dem Verein noch ein Jahr erhalten, bis er beim hessischen Oberligaaufsteiger 1. FC Eschborn einen neuen Vertrag unterschrieb. Von 2006 bis 2008 war er beim KFC Uerdingen 05 angestellt. Seitdem spielte Ousseynou Dione in Luxemburg bei CS Petingen. Im Sommer 2011 wechselte er zum Ligakonkurrenten FC Progrès Niederkorn. Dort stand er noch im hohen Fußballalter von 40 Jahren auf dem Platz, ehe er seine Karriere 2013 beendete.

## Sonstiges
- Dione war der erste Torschütze in einer Zweitligasaison des SSV Jahn Regensburg vor heimischem Publikum seit dem letzten Zweitligaaufstieg der Oberpfälzer im Jahr 1977. Dieses Tor erzielte er beim 1:2 der Regensburger gegen Arminia Bielefeld am 19. September 2003.
- Im März 2006 kam Dione in den Fokus der Medien, nachdem er im Verlauf des Wettskandals angegeben hatte, ihm seien im November 2005 von einem unbekannten Anrufer 40.000 Euro geboten worden, wenn er sich an einer Spielmanipulation der Regionalligapartie des 1. FC Eschborn gegen den FC Augsburg beteilige. Dione lehnte das Angebot ab und benachrichtigte seinen Verein, der das Landeskriminalamt einschaltete. Da der Anrufer vergessen hatte, seine Nummer zu unterdrücken, konnten die Verdächtigen schnell gefasst werden.[3]